# Льдинин, Степан Ефимович
Степа́н Ефи́мович Льди́нин (26 апреля 1906 года, д. Нижний Падун, Пудожский район Олонецкая губерния — 27 декабря 1956 года, г. Сегежа, Карельская АССР) — гвардии старшина, полный кавалер Ордена Славы.

## Биография
Родился в крестьянской семье крестьянина, русский. Окончил начальную школу.
Работал в Пудожском леспромхозе, затем в Пудожском отделении Беломоро-Балтийского комбината — лесорубом, сплавщиком, мастером.
В 1938 году призван в Красную Армию. Участник советско-финской войны 1939—1940 годов. После демобилизации в 1940 году работал начальником лесопункта.
На фронте в Великую Отечественную войну с ноября 1942 года на Карельском фронте, снайпер в 155-м стрелковом полку 14-й стрелковой дивизии, участник обороны Мурманска.
В июне 1944 года с группой снайперов уничтожил засаду противника восточнее реки Большая Лица, истребил 10 вражеских солдат. При наступлении в районе посёлка Печенга, группа Льдинина подавила огонь дота. В этом бою он получил тяжёлое ранение. Приказом от 12 октября 1944 года младший сержант Льдинин Степан Ефимович награждён орденом Славы 3-й степени (№ 220686).
После излечения в госпитале был признан годным к «службе вне строя», вернулся в свою дивизию накануне наступления в Померании, был назначен старшим снайперской группы.
В наступательных боях 25-27 февраля 1945 года гвардии сержант Льдинин, как отмечалось в наградном листе, «…показывал образцы умелых боевых действий. Продвигаясь в первых рядах наступающих, как правило, первым обнаруживал огневые точки и снайперов противника, которых метким огнём уничтожал или подавлял. Как только требовала обстановка, он в числе первых бросался в атаку на врага и своей личной храбростью воодушевлял своих товарищей на подвиги».
В боях за населённый пункт Нойланд-Кольдао уничтожил 9 солдат противника. За время боя за переправу через реку Брос подавил огонь пулемёта противника, уничтожил 5 гитлеровцев. 27 февраля у населённого пункта Бальденберг (ныне Бялы-Бур, 50 км северо-западнее города Хойнице, Польша) личным примером неоднократно увлекал бойцов в атаку. Был представлен к награждению орденом Славы.
13 марта 1945 года в районе села Яново (19 км северо-западнее города Гдыня, Польша) помощник командира взвода 326-го гвардейского Киркенесского стрелкового полка (101-я гвардейская Печенгская Краснознаменная стрелковая дивизия, 19-я армия, 2-й Белорусский фронт) гвардии старшина Льдинин поднял взвод в атаку. Первым ворвался во вражескую траншею, где в рукопашной схватке был ранен. Представлен к награждению орденом Славы. Приказом по войскам 19-й армии (№ 148/н) от 5 апреля 1945 года младший сержант Льдинин Степан Ефимович награждён орденом Славы 2-й степени (№ 11457).
Приказом от 18 октября 1945 года старшина Льдинин Степан Ефимович награждён орденом Славы 3-й степени повторно.
Осенью 1945 года был демобилизован. Вернулся в Пудож, работал мастером в Пудожской сплавной конторе. Здесь его нашёл в 1951 году последний боевой орден, фронтовая ошибка была исправлена. Указом Президиума Верховного Совета СССР от 20 декабря 1951 года в порядке перенаграждения Льдинин Степан Ефимович награждён орденом Славы 1-й степени (№ 1005). Стал полным кавалером ордена Славы.
С 1951 года проживал в городе Сегежа, работал мастером сплавного участка Беломорско-Сегозерской сплавной конторы.
В конце декабря 1956 года получил тяжёлую травму: бревно ударило в область сердца, где ещё с фронта оставалась пуля. 27 декабря 1956 года скончался в районной больнице, не приходя в сознание.
Похоронен на кладбище города Сегежа.

## Награды
Награждён орденами Трудового Красного Знамени, Славы 3-х степеней, медалями, в том числе медалью «За отвагу».

## Память
В поселке Падун (Карелия) установлена стела с его портретом.